# Namdals prosteri

Prosterier i Nidaros stift. Det ljusgröna området på kartan är Namdals prosteri.

Namdals prosteri (norska: Namdal prosti) är ett kontrakt (prosteri, norska: prosti) i Nidaros stift inom Norska kyrkan. Kontraktet omfattar kommunerna Flatanger, Grong, Høylandet, Leka, Lierne Namsos, Namsskogan, Nærøysund, Overhalla och Røyrvik i Trøndelag fylke i mellersta Norge.
Namnet kommer från landskapet Namdalen, som omfattar samma område som kontraktet.

## Socknar
Namdals prosteri består av 18 socknar (norska: sokn eller sogn) inom åtta kyrkliga samfälligheter (norska: kirkelige fellesråd), som är baserade på kommunindelningen:

### Grongs kyrkliga samfällighet
- Grongs socken

### Høylandets kyrkliga samfällighet
- Høylandets socken

### Leka kyrkliga samfällighet
- Leka socken

### Lierne kyrkliga samfällighet
- Nordli socken
- Sørli socken

### Midtre Namdals kyrkliga samfällighet

#### Flatangers kommun
- Flatangers socken

#### Namsos kommun
- Fosnes socken
- Klinga socken
- Namdalseids socken
- Namsos socken
- Otterøy socken
- Statlands socken
- Vemundviks socken

#### Overhalla kommun
- Overhalla socken

### Namsskogans kyrkliga samfällighet
- Namsskogans socken

### Nærøysunds kyrkliga samfällighet
- Nærøy socken
- Vikna socken

### Røyrviks kyrkliga samfällighet
- Røyrviks socken